# Memorie de traducere
O memorie de traducere este o bază de date care stochează segmente de text care au fost traduse anterior. Un sistem cu memorie de traducere stochează cuvintele, expresiile și paragrafele care au fost traduse și ajută traducătorii umani. Memoria de traducere stochează textul sursă și traducerea corespondentă în perechi de limbi numite „unități de traducere”.
Memoria de traducere se mai poate defini ca fiind o arhivă de texte multilingve care conține texte anume (segmente, aliniate), analizate și clasificate și care permite memorarea și regăsirea secvențelor multilingve aliniate conform unor criterii de căutare variate.
Memoriile de traducere sunt utilizate de obicei împreună cu o unealtă de traducere asistată de calculator, un procesor de text, un dicționar multilingv, un sistem terminologic sau chiar o traducere automată.
O memorie de traducere este formată din segmente de text într-o limbă sursă și traducerile lor într-una sau mai multe limbi țintă. Aceste segmente pot fi paragrafe, fraze, propoziții sau expresii. Cuvintele individuale sunt manevrate de baze terminologice, și nu intră în domeniul memoriilor de traducere. O memorie de traducere poate fi folosită cu eficiență numai la traducerea documentelor cu conținut înrudit cu al textelor din care aceasta a fost creată.
Există studii care indică că multe companii care produc documentație multilingvă folosesc sisteme cu memorie de traducere. Într-un sondaj din 2006, 82.5 % din 874 de respondenți au confirmat utilizarea memoriilor de traducere. Aceste memorii sunt folosite în speță pentru documentele caracterizate prin prezența de termeni tehnici și structuri sintactice simple (domeniul tehnic, mai puțin domeniile financiar și publicistic) și repetitivitatea conținutului.

## Istoria memoriilor de traducere
Conceptul de la baza memoriilor de traducere nu este recent — cercetarea universitară a început la sfârșitul anilor 1970, iar cele mai timpurii sisteme comerciale au apărut la începutul anilor 1980 — dar au devenit viabile din punct de vedere comercial abia la sfârșitul anilor 1990. La origine, sistemele cu memorie de traducere stocau propozițiile din textul sursă aliniate cu propozițiile traduse într-o bază de date, de unde puteau fi preluate în timpul traducerii. Problema cu această metodă este că nu există nici o garanție că într-un alt text de tradus o propoziție se află în același context ca cea din baza de date. Așadar, toate aceste traduceri necesită verificări ale relevanței în documentul nou din partea unor traducători umani. Deși mai ieftină decât traducerea normală, această metodă tot implică costuri.